# Argentinas Billie Jean King Cup-lag
Argentinas Billie Jean King Cup-lag representerar Argentina i tennisturneringen Billie Jean King Cup, och kontrolleras av Argentinas tennisförbund. 

## Historik
Argentina deltog första gången 1964. Laget har som längst gått till semifinal, vilket man gjorde 1986 och 1993.